# Johann Jakob Bachofen

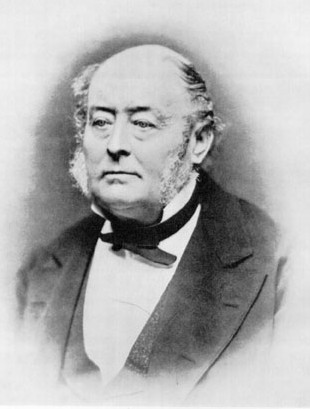
Johann Jakob Bachofen.

Johann Jakob Bachofen, född 22 december 1815 i Basel, död 25 november 1887, var en schweizisk rättshistoriker, mest känd för myntandet av termerna matriarkat och gynaikokrati. 
Bachofen var professor vid universitetet i Basel 1841-1843. Genom verk som Das Mutterrecht (1861) blev han en av banbrytarna för den jämförande rättsvetenskapen. I Das Mutterrecht hävdar han att det funnits andra rättssystem före den patriarkala ordningen, ett matriarkat. Den första ordningen är acefalisk, orgiastisk och hetärisk kultur. Bachofen, som betraktade människans samhällen som evolutionära, ansåg att människorna i begynnelsen levt i klaner styrda av kvinnor. Hans belägg för detta var de många gamla myter som uppvisade en kvinnosyn starkt skild från senare tiders uppfattning om kvinnans ställning. Han fick en relativt stark ställning inom marxismen på grund av Friedrich Engels bok Familjens, privategendomens och statens ursprung. Teorierna fick mothugg av bland andra Numa Denis Fustel de Coulanges, Otto Schrader och Hermann Hirt, som pekade på att den indoeuropeiska kulturen hade varit patriarkal. Bachofen var dock en av de första som beaktade kvinnans ställning i historien och den feministiska historieskrivningen kan i någon mån härledas tillbaka till honom. Han utgav vidare artiklar i romersk rätt och fornkunskap, särskilt om gravsymbolik och släktskap.